# 森林限界

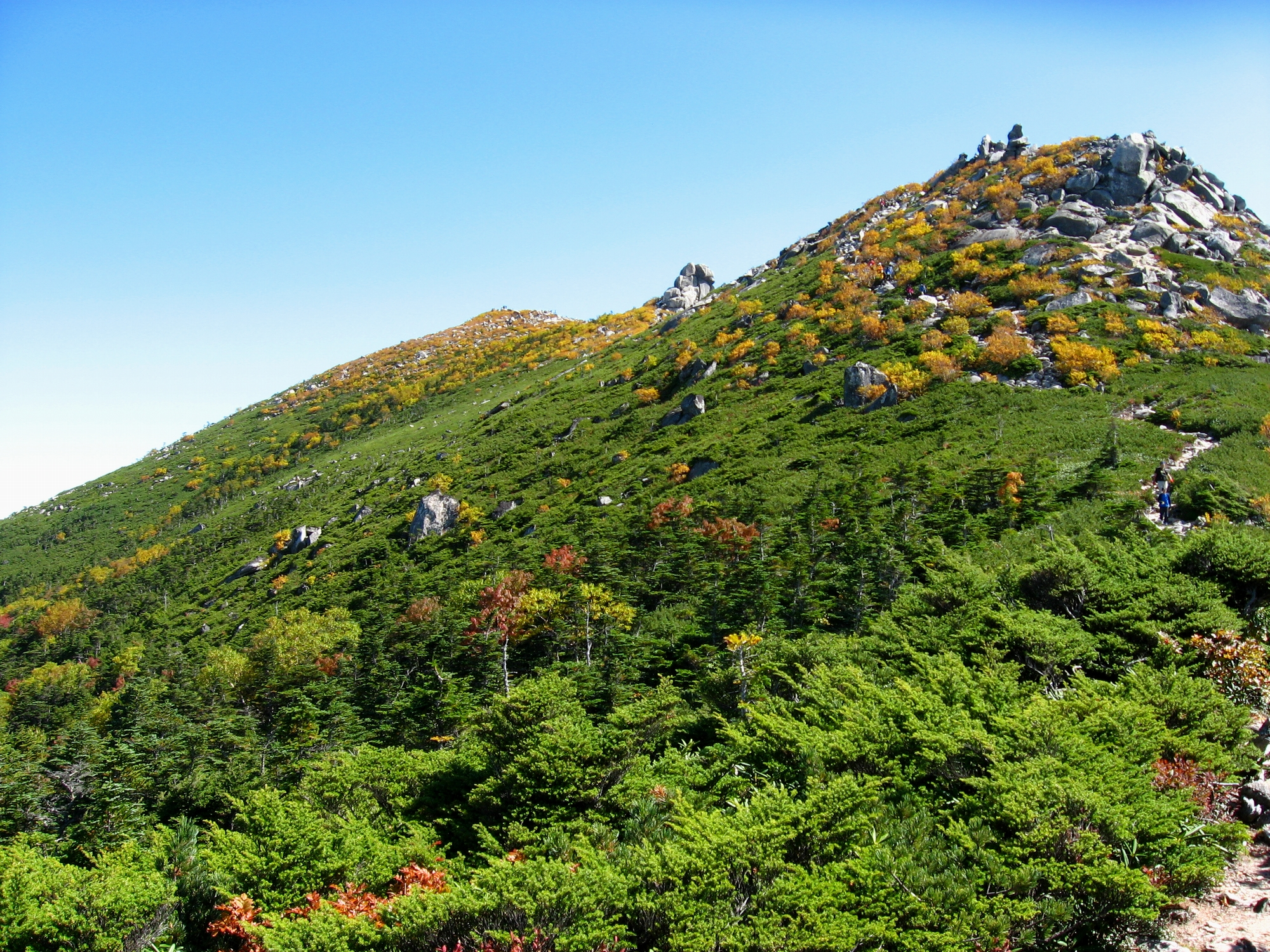
奥秩父・金峰山の森林限界。写真中央付近で亜高山帯林からハイマツ林に入れ替わっている。

森林限界（しんりんげんかい）とは、高木が生育できず森林を形成できない限界線を指す。

## 定義

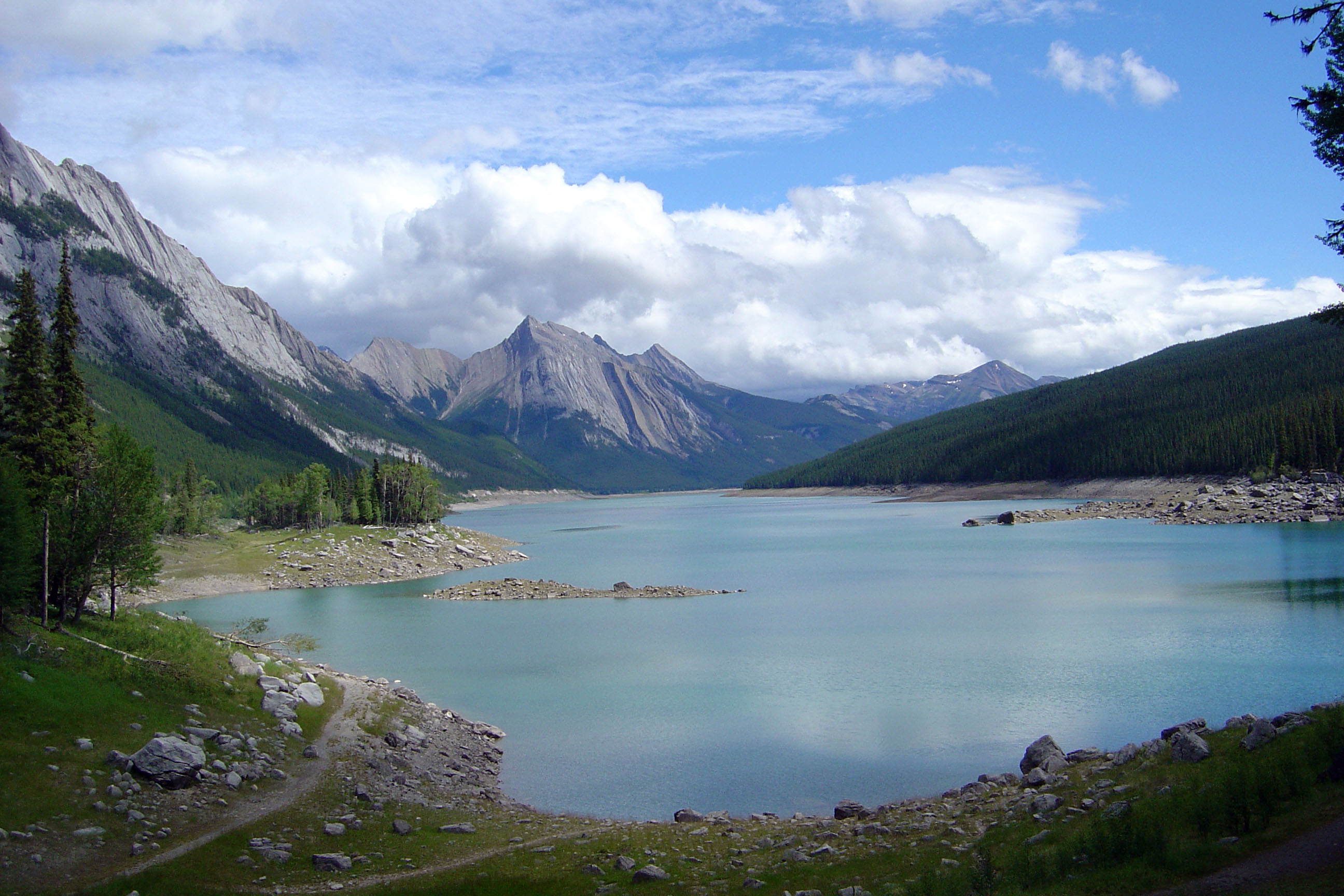
カナダ・アルバータ州で見られる森林限界

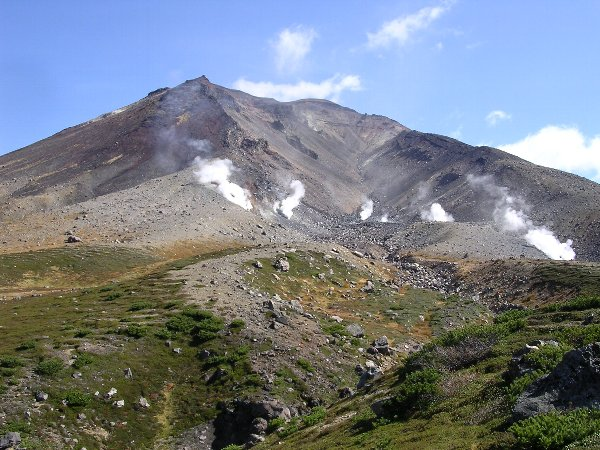
北海道・大雪山系旭岳の森林限界付近

森林限界は気温や降雪量、湿度、照度など植物育成の環境条件が変化することで生じ、主に高木となる木本に対しての分布を見ると、多くは線状に現れる。主な要因は低温や乾燥であり地球規模で現れるが、水分の過剰や塩分の過剰、硫黄や超塩基性土壌による影響や強風、降雪や洪水によっても局所的に現れることがある。また、乾燥は局所的な土壌条件の影響を強く受けるため、気温ほどには明瞭な森林限界を示さない。また分類対象としているのは高木であるので、ある特殊な生育条件を備えた植物は森林限界を越えて育つことができ、このような植物を総称して高山植物と呼んでいる。
高木となる生育を妨げる主な要因は低温と水不足である。水の不足は林床や根圏が十分に育たず、低温は光合成を失活させて水の蒸散を弱め、ガス交換や根からの窒化物吸収の効率を悪くし、凍結した雪氷からは水を得ることができない。しかし、いわゆる針葉樹（広義には球果植物）は、葉や幹の木質が厚いため乾燥に強く、遅い成長を油脂や揮発性のオレオレジン を分泌して食害や菌などから守り、また動物媒を必要としないなどの特徴を備えており、森林限界近くでは高木の主要樹林に、林床では単子葉植物が多くなる。それでも土壌の乾燥、貧栄養化、流出でついに十分に育つことができなくなり、森林限界が現れる。
水平的には太陽放射が異なる緯度によって現れる。概ね南北60 - 70度付近で、これより高緯度では生育条件はより厳しくなり高木限界、低木限界、樹木限界を越えツンドラへと移る。これにはクルムホルツを分類に加えることもある。加えて高度により垂直的にも現れる。これらは季節風や海流によって影響をうけるため地域でばらつきがある。
低地に接する急峻な高山地形があると、低地から山頂に至る植生の変化として明瞭に観察できるため、高度による垂直的な森林限界、すなわち亜高山帯から高山帯に変わる線このことを指す場合が多い。なお、高山帯は、森林限界から雪線の下まで と定義される。大規模に現れると気候として区分されることがある（→高山気候）。

## 高度による森林限界
回帰線に挟まれた低緯度の高山の気温は、季節による年較差よりも日較差のほうが大きく、季節変化を示さず主に乾燥によって森林限界が形成される。低緯度の森林限界はおよそ3000 m付近とされる。この付近からは貿易風の影響を受けやすくなる。水分が確保されやすい条件での高山地域では、かなりの高度まで森林限界が伸び、標高3600 - 3800 m付近に達するところがある。
中緯度地域からの高山の気温は、季節の年較差の影響を強く受ける。北半球の中緯度以北では暖かさの指数15と森林限界がほぼ一致するとされる。ケッペンは「森林限界は月平均気温の最高が10 ℃の等温線と一致する」と主張したが、これは特に南半球ではズレが大きくなり、適用できないとの指摘がある。
メキシコ湾流の影響を受けるヨーロッパでは、1800 mが森林限界になりうる。
キリマンジャロ山など低緯度地域に位置する高山では低地の熱帯雨林やサバナから標高が上がるにつれて温帯の落葉広葉樹林、亜寒帯の針葉樹林、寒帯のツンドラ、頂上近くの永久氷雪地帯へと高度別に段階的な植生の変化が見られる。一方中・高緯度地域でも広葉樹林・針葉樹林から始まる高度別の植生の変化は見られるが、森林限界、植物限界ともにその標高は低緯度地域に比べて低くなる。なお、高山に見られるツンドラを寒帯のツンドラと区別して高山ツンドラという。
アメリカ合衆国アリゾナ州北部、フラッグスタッフ市付近にそびえる独立峰、ハンフリーズ・ピーク（Humphreys Peak、標高3850 m）ではその植生は山麓の高地砂漠（実際はステップ）から山岳森林、高山ツンドラへと変化する。

## 日本における森林限界
日本では特に主に夏の温度・積算温度に従うようである。日本アルプス中央部や富士山では約2500 - 2800 mほどである。東北地方で約1600 m、北海道の大雪山や日高山脈で約1000 - 1500 m、北海道の利尻島で標高約500 m、千島列島では標高300 m程度にまで下がっている。一方、九州や四国、 屋久島の宮之浦岳など標高が2000 m程度で森林限界が見られるが、これは岩石地質や地形的な影響が大きい。
日本の森林限界より手前（亜高山帯）における植生は、主にモミ属・トウヒ属・コメツガなどの常緑針葉樹林だが、森林限界の境界線付近では落葉広葉樹のダケカンバの比率が高くなる場合が多い。森林限界より奥（高山帯）では、ハイマツなどの小低木が多い。高木の先端部がそれ以上伸びることができなくなる高度を高木限界と呼ぶ。
日本では亜高山帯林からハイマツ帯へ、短い距離で樹種と景観が一変するため、森林限界より上からは森林限界を容易に目視することが可能であることが多い。しかし、ハイマツは北東アジア特有の植物であり、世界的に見ると亜高山帯と同じ樹種が次第に疎林・低木化して、最後には姿を消す場合も多く、その場合は森林限界は明確な1本の線ではなく、幅の広い移行帯となる。高緯度地帯においてはこのような移行帯を森林ツンドラと呼び、ときには南北数百キロメートルに達する場合もある。
なお、ハイマツ帯を高山帯に含めるかどうかは議論がある（ハイマツの項および亜高山帯針葉樹林の項を参照）。

## その他
最近では地球温暖化に関連して、森林限界の垂直移動（同じ場所で、境界が高度方向に変化すること）や水平移動（同じ高度で、境界が主に緯度方向に変化すること）により、生態系が変化することが論議されている。実際に、過去の氷河時代において、大規模な森林限界の垂直移動・水平移動が生じたことが知られている。
森林限界以上につらなる荒廃地は、植生による復旧が見込めないことから特殊荒廃地として区分される。